# 케네스 셔놀트
케네스 어빈 셔놀트(Kenneth Irvine Chenault, 1951년 6월 2일~)는 미국의 경영인이다. 그는 2001년부터 아메리칸 익스프레스의 CEO겸 회장 직책을 맡고 있다. 그는 세번째 아프리카계 미국인 포춘 500 경영인이다.